# Herbert Saffir
Herbert Seymour Saffir, noto semplicemente come Herbert Saffir (New York, 29 marzo 1917 – Miami, 21 novembre 2007), è stato un ingegnere statunitense.

## Biografia
Laureatosi al Georgia Institute of Technology nel 1940, nel corso degli anni sessanta si occupò di uragani, dando un primo abbozzo alla scala di misurazione dell'intensità dei cicloni tropicali, a cui in seguito collaborerà Robert Simpson.
Morì nel 2007 per un attacco di cuore.